# アレクサンドリア総主教庁

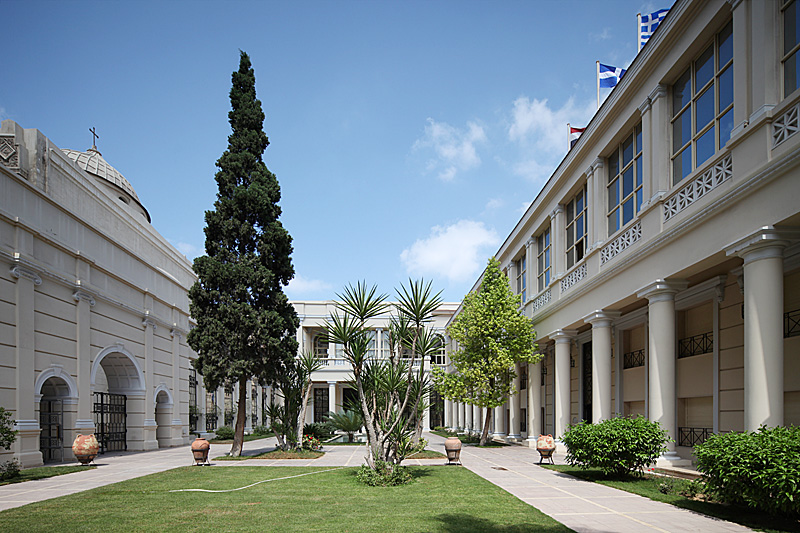
正教会（ギリシャ正教）のアレクサンドリア総主教庁

アレクサンドリア総主教庁（アレクサンドリアそうしゅきょうちょう）は、パパ・アレクサンドリア総主教の機関・座所を言う。アレクサンドリア総主教は現在2人いる。
- ギリシャ正教・東方正教会とも呼ばれる正教会の総主教
- コプト正教会（非カルケドン派）の総主教

また、カトリック教会にアレクサンドリア総大司教がいる。

## 概要
古代5主教座のひとつ、アレクサンドリア教会の流れを汲む。
長くエジプトのアレクサンドリアにおかれたが、現在の所在地はカイロである。ギリシャ正教のアレクサンドリア総主教も、コプト正教会のアレクサンドリア総主教も、いずれもパパ（ギリシャ語：πάπας、英語：Pope）の称号を有し、その称号はアレクサンドリアおよび全アフリカのパパならびに総主教である。なお「パパ」は「教皇」と訳される事があるが、「教皇」は日本のカトリック教会における「パパ」の日本語訳であって、日本正教会ではあまり用いられない（完全に用いられない訳ではなく、用いられている媒体も稀に存在する）。
初代アレクサンドリア主教が誰であるかは史料により異なる。福音記者マルコであるとする史料と、マルコが宣教し初代主教を任じたとする史料の二種がある。いずれにせよ、ギリシャ正教側もコプト正教会側も、福音記者マルコを初代アレクサンドリア総主教に数えている。
また、東西教会の分裂以降、ローマ・カトリックの傘下に、アレクサンドリア総大司教座とコプト典礼カトリック教会の総大司教座が存在する。

## 正教会（ギリシャ正教）のアレクサンドリア総主教

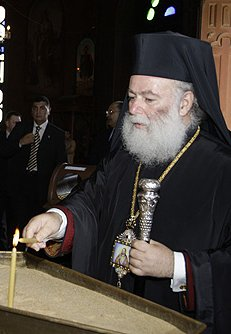
アレクサンドリアのパパ・総主教セオドロス2世。リヤサ（ラソ）を着用し、クロブークをかぶり、パナギアを身に着けている。

ギリシャ正教とも呼ばれる正教会のアレクサンドリア総主教は、殆どの場合ギリシャ人が務めており、コンスタンディヌーポリ全地総主教との結びつきのもとにある。アレクサンドリア総主教庁は活発にアフリカ各地及びマダガスカルに宣教活動を行い、一定の成果を挙げている。現在の教皇アレクサンドリア総主教はセオドロス2世である。

### 正式な称号の数々
- 大都市アレクサンドリア、リビア、ペンタポリス、エチオピア、および全アフリカのパパ・総主教
- 父達の父
- 羊飼い達の羊飼い
- 主教達の主教
- 第13の使徒
- 全地の調停者

## コプト正教会（非カルケドン派）のアレクサンドリア総主教

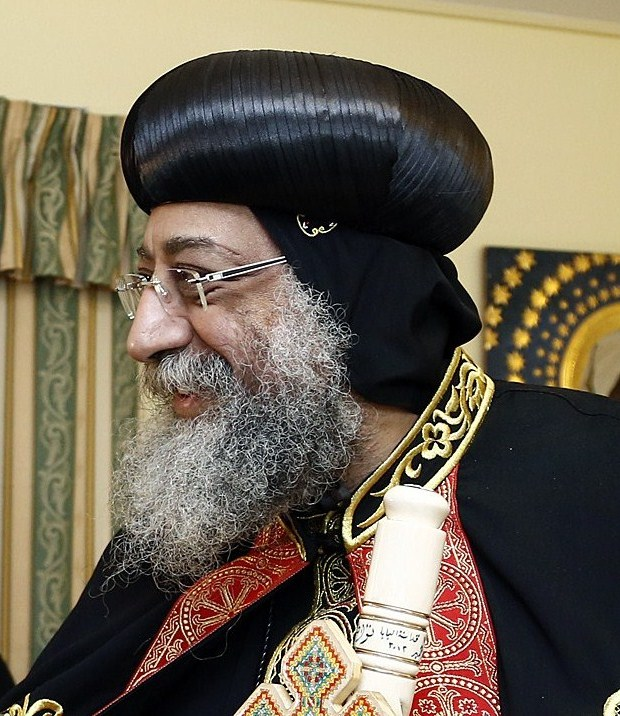
コプト正教会（非カルケドン派）の現アレクサンドリア総主教タワドロス2世。

コプト正教会は、カルケドン公会議から生じた非カルケドン派（単性論派とも呼ばれる事があるが、コプト正教会は単性論派と呼ばれる事を拒否する）の教会である。コプト正教会の現在の教皇アレクサンドリア総主教は2012年のシェヌーダ3世の死去に伴い同年に選出された、第118代教皇のタワドロス2世である。

### 正式な称号の数々
- 大都市アレクサンドリアのパパ・大主教、聖マルコの聖にして正しく神を讃美する使徒の教区たるエジプト・ペンタポリス・リビア・ヌビア・スーダン・エチオピア・エリトリア・および全アフリカの総主教
- 聖致命者福音記者聖マルコの、大都市アレクサンドリアの聖座にある後継者
- アレクサンドリアの主教
- エジプトの上位府主教大主教
- ペンタポリス、リビア、ヌビア、スーダンの首座
- 全アフリカの総主教
- 聖公使徒正教信仰の柱および守護者
- アレクサンドリア大要理神学校の長老
- 聖使徒公教会の全地の調停者
- 使徒達の中の第13番目
- 父達の父、羊飼い達の羊飼い
- 全成聖者の成聖者